# آفریقا (مجموعه تلویزیونی انگلیسی)
آفریقا (به انگلیسی: Africa) مجموعه تلویزیونی انگلیسی و محصول واحد تاریخ طبیعی استودیو بی‌بی‌سی است. سریال آفریقا در ژانر مستند طبیعت و دربارهٔ حیات وحش در آفریقا ساخته شده‌است.

## پخش‌ها
سریال آفریقا از شبکه تلویزیونی بی‌بی‌سی وان در بریتانیا در سال ۲۰۱۳ پخش شد و ۶ قسمت یک‌ساعته نیز داشت. هر قسمت علاوه بر بخش اصلی یک‌ساعته، یک بخش ۱۰ دقیقه‌ای به نام چشم در چشم هم داشت است که شامل پشت‌صحنه‌های فیلم‌برداری بود.